# Timoteu d'Efes
|  | Per a altres significats, vegeu «Timoteu (desambiguació)». |

Timoteu d'Efes (grec antic: Τιμόθεος)  (Listra, 17 dC - Efes, 97 dC) o Timoteu (grec: Τιμόθεος; Timótheos, que significa "honrar Déu" o "honrat per Déu") va ser un primer evangelitzador cristià i el primer bisbe cristià d'Efes, que la tradició relata que va morir al voltant de l'any 97 dC.
Timoteu era de la ciutat Licaònia de Listra o de Derbe a l'Àsia Menor, nascut d'una mare jueva que s'havia convertit en creient cristiana i de pare grec. L'apòstol Pau el va conèixer durant el seu segon viatge missioner i esdevingué el company i company missioner de Pau juntament amb Silas. El Nou Testament indica que Timoteu va viatjar amb l'apòstol Pau, que també va ser el seu mentor. Se li dirigeix com el destinatari de la primera i la segona epístola a Timoteu. Encara que s'inclouen a les epístoles paulines del Nou Testament, el primer i el segon Timoteu són considerats per molts estudiosos bíblics com a pseudoepigràfics i no escrits per Pau.

## Biografia
Timoteu era originari de Listra o de Derbe a Licaonia (Anatòlia). Quan Pau i Bernabé van visitar Listra per primera vegada, Pau va curar una persona paralitzada de naixement, fet que va fer que molts dels habitants acceptessin el seu ensenyament. Quan va tornar uns anys més tard amb Silas, Timoteu ja era un membre respectat de la congregació cristiana, igual que la seva àvia Lois i la seva mare Eunice, tots dos jueus. A 2 Timothy 1:5:NIV, la seva mare i la seva àvia són destacades per la seva pietat i fe. Es diu que Timoteu coneixia les Escriptures des de la infància. A 1 Corinthians  16:10:NIV hi ha un suggeriment que era per naturalesa reservat i tímid: "Quan vingui Timoteu, vetlleu que el poseu a gust entre vosaltres, perquè fa l'obra del Senyor".